# Guerra cham-vietnamita (982)
La Guerra Champa-Dai Viet de 982 o Guerra cham-vietnamita de 982 fue una expedición militar lanzada por el rey vietnamita Lê Hoàn de Đại Việt contra el rey Jaya Paramesvaravarman I de Champa en 982. El resultado fue la derrota de las fuerzas Cham y la muerte de Paramesvaravarman I en la batalla. Esto marcó el comienzo de un avance vietnamita hacia el sur contra Champa.

## Antecedentes
Desde finales del siglo IX, caciques y señores de la guerra de vietnamita  habían gobernado Vietnam septentrional. En el año 939, Ngô Quyền abolió el gobernador militar, se autoproclamó rey y declaró la independencia de Vietnam de China. Sin embargo, el reinado de la familia Ngô duró poco. Al final de la guerra civil (965-968 EC), Đinh Bộ Lĩnh, el duque de Hoa Lư, derrotó a todos los señores de la guerra y estableció el reino de  Đại Cồ Việt (Vietnam clásico). Durante la guerra civil, Ngô Nhật Khánh, un nieto de Ngô Quyền, fue derrotado por Đinh Bộ Lĩnh en 967. Tras la guerra, el nuevo rey Đinh Bộ Lĩnh casó a su hija con Khánh, quien posteriormente se llevó a su nueva esposa y a sus hijos a Champa. Al llegar a un puerto marítimo de la frontera sur, por su profundo odio hacia Đinh Bộ Lĩnh, Khánh sacó una daga de su cintura y acuchilló el rostro de su esposa, diciendo: "Tu padre coaccionó y violó a mi madre y a mi hermana menor; ¿cómo puedo, sólo por ti, olvidar la crueldad de tu padre? Vuelve tú; yo iré por otro camino a buscar a quienes puedan ayudarme". Debido a esta acción,  Đại Cồ Việt exilió a Khánh a Champa y no se le permitió regresar.
En octubre de 979, el rey Đinh Bộ Lĩnh y el príncipe Đinh Liễn de Dai Viet fueron asesinados por un eunuco llamado Đỗ Thích mientras dormían en el patio del palacio. Sus muertes provocaron un estado de inquietud en todo Dai Viet. Tras conocer la noticia, Ngô Nhật Khánh, que aún vivía su exilio en Champa, animó al rey Cham Jaya Paramesvaravarman I a invadir Đại Việt. La invasión naval se detuvo debido a un tifón. En los años siguientes, el nuevo gobernante vietnamita, Lê Hoàn, envió emisarios a Champa para anunciar su acceso al trono. Sin embargo, Jaya Paramesvaravarman I los retuvo. Lê Hoàn utilizó esta acción como pretexto para una expedición de represalia a Champa.

## Curso de la guerra
En 982, Lê Hoàn comandó el ejército y asaltó la capital Cham de Indrapura (actual Quảng Nam). Jaya Paramesvaravarman I fue asesinado mientras la fuerza invasora saqueaba Indrapura. Se llevaron oro, plata, otros objetos preciosos, mujeres del séquito del rey, e incluso un monje budista indio, antes de regresar al norte. La capital destruida, El sucesor de Paramesvaravarman, Jaya Indravarman IV, se refugió en el sur mientras pedía en vano la ayuda china.

...En la época en que yo estaba en la India, el rey del gobierno de al-Sanf  se llamaba "Lajin". El monje najrani (nestoriano) me dijo que el actual rey es conocido como el rey Luqin.. (Annam), que deseaba al-Sanf. Lo devastó y se convirtió en gobernante de su pueblo.

 Cita de Abu Dulaf en Ibn al-Nadims Al-Fihrist, 378 H (~987 AD)

## Consecuencias
En 983, después de que la guerra hubiera devastado el norte de Champa, Lưu Kế Tông, un oficial militar vietnamita, aprovechó las interrupciones y se hizo con el poder en Indrapura. En el mismo año, resistió con éxito el intento de Lê Hoàn de destituirlo del poder. En 986, Indravarman IV murió y Lưu Kế Tông se proclamó rey de Champa. Tras la usurpación de Lưu Kế Tông, muchos Chams y musulmanes huyeron a la China de los Song, especialmente a las regiones de Hainan y Guangzhou, para buscar refugio. Tras la muerte de Lưu Kế Tông en 989, fue coronado el rey cham nativo Jaya Harivarman II. Cuando los vietnamitas enviaron prisioneros cham a China, los chinos los devolvieron a Champa en 992. Los cham renovaron entonces sus ataques contra el reino de Đại Việt en 995 y 997. En el año 1000, los Cham abandonaron finalmente Indrapura y se trasladaron a la nueva capital de Vijaya.